# Roccamandolfi
Roccamandolfi là một đô thị ở tỉnh Isernia trong vùng Molise, có cự ly khoảng 25 km về phía tây nam của Campobasso và khoảng 15 km về phía đông nam của Isernia. Tại thời điểm ngày 31 tháng 12 năm 2004, đô thị này có dân số 1.058 và diện tích là 53,9 km².
Roccamandolfi giáp các đô thị: Cantalupo nel Sannio, Castelpizzuto, Gallo Matese, Letino, Longano, San Gregorio Matese, San Massimo, Santa Maria del Molise.